# جف دانهام
جف دانام (به انگلیسی: Jeff Dunham)؛ (زادهٔ ۱۸ آوریل ۱۹۶۲) یک تهیه‌کننده تلویزیونی، استندآپ کمدین، عروسک‌گردان و سخنور شکمی اهل ایالات متحده آمریکا است. وی در برنامه‌های شناخته‌شده تلویزیونی همچون برنامه آخر وقت با دیوید لترمن و کمدی سنترال نیز حضور داشته‌است.

## گزیده فیلمشناسی
از فیلم‌ها یا برنامه‌های تلویزیونی که وی در آن نقش داشته‌است می‌توان به آثار زیر اشاره کرد.
- ۳۰ راک (۲۰۰۹)
- شام برای احمق‌ها (۲۰۱۰)
- بر فراز تپه شقایق (۲۰۱۳)
- عملیات آجیلی (۲۰۱۴)
- اسمورف‌ها: دهکده گمشده (۲۰۱۷)
- عملیات آجیلی ۲: آجیلی اصل (۲۰۱۷)